# Egyek, Hajdú-Bihar
Egyek  este un sat în districtul Balmazújváros, județul Hajdú-Bihar, Ungaria, având o populație de 5.341 de locuitori (2011). 

## Demografie
Componența etnică a satului Egyek
     Maghiari (92,87%)
     Romi (6,12%)
     Necunoscut (0,16%)
     Alții (0,85%)
Componența confesională a satului Egyek
     Romano-catolici (43,18%)
     Fără religie (14,96%)
     Reformați (4,06%)
     Necunoscută (36,64%)
     Alte religii (3,73%)
Conform recensământului din 2011, satul Egyek avea 5.341 de locuitori. Din punct de vedere etnic, majoritatea locuitorilor (92,87%) erau maghiari, cu o minoritate de romi (6,12%). Apartenența etnică nu este cunoscută în cazul a 0,16% din locuitori. Nu există o religie majoritară, locuitorii fiind romano-catolici (43,18%), persoane fără religie (14,96%) și reformați (4,06%). Pentru 36,64% din locuitori nu este cunoscută apartenența confesională.

## Monumente istorice
- Castelul Gődény de la Ohat

## Orașe înfrățite
- Radzyń Podlaski, Polonia